# Monasterio de Santa Clara (Puan)
El Monasterio de Santa Clara se encuentra en uno de los dos cerros "chicos" de la ciudad de Puan, en el Partido homónimo, provincia de Buenos Aires, Argentina
Fue la primera sede de la "Comunidad Contemplativa de Hermanas Clarisas" del Sur argentino; perteneciente a la Orden de las Hermanas Pobres de Santa Clara (Clarisas). 
Fue construida a fines de los 1980s, por iniciativa de los franciscanos Pascual Di Saverio y Lamberto Franscioni.
El Monasterio tiene "Casa de Retiros Espirituales", pudiéndose reservar previa cita.

## Santo Sepulcro
En adyacencias del monasterio se encuentra un Santo Sepulcro, con su imponente cruz, alojando una imagen de Cristo resucitado, y detrás, la imagen de la Virgen Niña. 
Luego está la Porciúncula, capilla preparada en honor de la Virgen Madre de Misericordia. Fue la primera construcción realizada en este cerro y es réplica de la iglesita que reparó San Francisco de Asís donde nació la Orden Franciscana y donde recibió a Santa Clara.
En la cumbre se yerge la imagen del Cristo Redentor junto a otra cruz. A la entrada del cerro se configuran las Estaciones, de 3 m, con imaginería artística.

## Procesiones
Todos los marzos se realiza la procesión pro honor a la Virgen María, por el cerro, culminando con una ceremonia del Sacrificio de Jesús.

## Peregrinación Arquidiocesana a la porciúncula “Madre de Misericordia”
Anualmente, desde la Arquidiócesis de Bahía Blanca se organiza una peregrinación a la porciúncula “Madre de Misericordia”, en el monasterio

## Características
Casa de Retiro y Monasterio Puan 
En el cerro "chico" se emplaza el monasterio Santa Clara, sede de la primera Comunidad Contemplativa de Hermanas Clarisas del Sur argentino. Su construcción data de fines de la década de 1980 y principios del 90, gracias a la iniciativa de los padres franciscanos Pascual Disaverio y Lamberto Franscioni (este último ya desaparecido) con sus más de 20 años de presencia en Puan. Este monasterio cuenta con casa de retiro permanente, pudiéndose tomar esta modalidad previo acuerdo. 
Junto al monasterio encontramos el Santo Sepulcro, de realismo admirable. También se puede ver la imponente cruz, alojando en su base la imagen de Cristo resucitado, y detrás de esta, la imagen de la virgen niña. 
A unos metros encontramos la "Porciúncula", capilla en honor a la Virgen Madre de Misericordia, primera construcción realizada en este cerro. En la cumbre se ve la imagen del Cristo Redentor junto a otra cruz. A la entrada del cerro tenemos las estaciones, de 3 metros de altura, con imágenes de gran calidad artística.
Además de todo lo mencionado, maravilla el excelente panorama hacia todos los puntos cardinales, así como la vista de mensajes escritos con árboles, los cuales se pueden apreciar sobrevolando el área. 
En el mes de marzo de cada año se lleva a cabo la procesión en honor a la Virgen María alrededor del cerro, culminando con una multitudinaria misa.
El monasterio trae paz interior y espiritualidad a los visitantes, produciendo una sensación única.
La Casa de Retiro está erigida al lado del Santuario de La Porciúncula, centro de devoción Mariana dedicado a “María Madre de la Misericordia”. Una pequeña capilla reproduce aquella en la que S. Francisco y sus primeros hermanos comenzaron a seguirá Jesús.
Junto a este Santuario se encuentra el Monasterio de hermanas Clarisas.
Es posible participar con ellas en algunas de sus oraciones y en la Santa Misa, que se realiza todos los días en el Templo.
Atención Sacerdotal, solicitada con anterioridad Ideal para parroquias, colegios, movimientos, e instituciones, que organizan sus propios eventos
Consultar las fechas para retiros que ya están organizados por la casa.
Todo se encuentra en un predio de 50 hectáreas parquizadas, en la loma de un cerro a 2 km de la ciudad de Púan. En un cerro anexo, otras 50 hectáreas se unen a las anteriores creando un espacio de 100 hectáreas de reserva natural en el cual es posible realizar las más variadas actividades. Allí tenemos la gruta de la Virgen de Lourdes y el monumento Milenium, lugar de oración erigido para conmemorar los 2000 años del nacimiento de Cristo.
La Casa de Retiro cuenta con 72camas distribuidas en: 10 habitaciones dobles y 4 triples con baño; 2 grandes habitaciones con baños, con capacidad para diez personas encamas cuchetas más otras cinco en compartimientos individuales; 4 habitaciones con lugar para diez camas en total.
Hay un amplio salón de charlas, un gran comedor, una pequeña cocina para los huéspedes, y la cocina grande a disposición de los grupos que deseen traer su propio equipo de cocina. Existe también un quincho donde se pueden realizar asados y fogones.